# Alexios Melissenos Strategopulos
Alexios Melissenos Strategopulos (Ἀλέξιος Μελισσηνός Στρατηγόπουλος) war ein byzantinischer Feldherr des 13. Jahrhunderts.
Er schlug im Oktober 1259 Michael II. Angelos von Epirus in der Ebene von Pelagonien, eroberte dann Arta und Ioannina, wurde aber bei Trikoryphos geschlagen und gefangen genommen. Nach seiner Freilassung wurde Strategopulos mit dem Oberbefehl in Thrakien betraut. Mit seiner Armee überfiel er in der Nacht zum 25. Juli 1261 die Stadt Konstantinopel (→ Rückeroberung von Konstantinopel 1261), wodurch die Herrschaft der Lateiner beendet und der Einzug Michaels VIII. am 15. August ermöglicht wurden. Nach der Einnahme Konstantinopels führte Strategopulos den Kampf gegen die Despoten von Epirus an, geriet erneut in Gefangenschaft, wurde daraufhin ausgetauscht.